# Rocinela tridens
Rocinela tridens là một loài chân đều trong họ Aegidae. Loài này được Hatch miêu tả khoa học năm 1947.